# Église Saint-Rémy de Montévrain
L'église Saint-Rémy est une église catholique située à Montévrain, en France.

## Localisation
L'église est située dans le département français de Seine-et-Marne, sur la commune de Montévrain.

## Historique
L'édifice est classé au titre des monuments historiques en 1928.